# 昭和53-54年福岡市渇水
昭和53-54年福岡市渇水（しょうわ53-54ねんふくおかしかっすい）は、福岡県福岡市で1978年（昭和53年）5月から翌1979年（昭和54年）3月まで続いた渇水である。
前年1977年（昭和52年）の夏から翌春にかけての降水量が平年の70%以下となったことが引き金となり、水源をダムに頼っていたため回復が遅れ、287日間にわたって時間指定断水による給水制限が行われることになった。

## 経緯
福岡市は高度経済成長に伴う都市化が進展し、それに合わせて水需要も増大していた。昭和30年代には水需要の増加に対して水源の確保が追いつかず毎年のように給水制限が繰り返されていたが、やがて状況は改善され1968年（昭和43年）以降は1975年（昭和50年）を除いて給水制限が実施されたことはなかった。
福岡市内には大きな川がないことから、増大する水需要をまかなうためにダム建設が進められ、江川ダムをはじめとして久原ダム、南畑ダム、脊振ダム、曲淵ダム、瑞梅寺ダムの6ヶ所が主な水源となっていた。
しかし、これらのダム建設はその他の事業もあって遅延しており、都市化に対して整備が追い付いている状態ではなかった。また、ダムの貯水率が下がり給水制限の準備に入ると大雨で貯水率が回復するという「ジンクス」や、他の都市に比べて安価な水道料金が水道事業に対する甘い判断の原因にもなった。
1977年（昭和52年）6月までの降水量は平年並みであり6ヶ所のダム（総貯水量3,906万t）の貯水率は90%以上であったが、7月以降は少雨の傾向が続き、9月には貯水率が50%を切った。同年12月から翌1978年（昭和53年）4月までの降水量は平年の約半分となり、2月上旬におけるダムの貯水率は25%まで落ち込んでいたが、市水道局は春に例年通りの雨が降れば回復すると見込まれていたことから、特別な対策は行われていなかった。
ところが市水道局の予想に反して、少雨はその後も続き、1978年3月から5月までの降水量が平年の半分以下にとどまったため、ダムの貯水量は減少し続けた。5月に入っても、降雨量は平年の約1/3にとどまり、ダムの貯水率が30%を切りはじめたことから、福岡市水道局は5月10日に水危機宣言を出して節水の呼びかけを始めた。
5月15日には渇水対策本部が設置され、危機宣言から10日後の5月20日以降、夜21時から翌朝6時までの夜間9時間断水が始まった。

## 渇水

### 5月
夜間断水開始後も雨が降らず、5月25日には貯水率が17.4%と悪化したことから、給水制限が強化され正午から21時までの9時間給水（15時間断水）となった。断水のバルブ操作に問題があったことや、短い給水時間内に水道の使用が集中したことによって高台の住宅地や団地では水圧が下がり、約1万9,000世帯では給水時間内にも全く水が出ない状況となった。
市水道局には多数の苦情が寄せられたため、当局は給水車を団地に出動させる対応に追われた。5月27日以降は、陸上自衛隊第4師団の給水車が出動して高台の給水にあたった。

### 6月
6月1日には16時から21時までの5時間給水（19時間断水）となり、4万世帯以上で全く水が出ない状況となった。
筑後川水系寺内ダムからの緊急導水が始められ、厚生省が「給水応援隊」の出動を大都市に要請した。海上自衛隊の護衛艦「たかなみ」、掃海艇「てうり」、輸送艦「もとぶ」が水の海上輸送に駆り出され、大阪市や神戸市からも応援の給水車が派遣された。
6月6日には「福岡市渇水対策強化緊急措置要綱」が施行され大規模需要者や高台の地区への給水規制、行政担当者の常駐などの対策が始められた。6月10日においてダムの貯水率は14.3%まで落ち込んだ。
6月10日に梅雨入りの豪雨があり、翌11日に給水制限が緩和され、22時から翌朝6時までの夜間8時間断水となった。
6月の降水量は平年よりやや多かったもののダムの貯水率は30%前後で推移していたため、6月26日以降は11時から21時までの10時間給水に変更された。

### 7月-9月
貯水量が回復しないまま、7月5日に異例の早さで梅雨が明けて、暑い日が続き水不足が深刻化したが、7月27日には給水時間が13時から21時までの8時間に短縮された。7月から9月までの降水量は平年の40%程度であり、ダムの貯水量は減少し続けた。
9月1日には給水時間がさらに短縮され、15時から21時までの6時間のみとなった（第4次給水制限）。9月7日には寺内ダムのデッドウォーター（取水口から下に溜まった水）をポンプでくみ上げる作業が陸上自衛隊第4施設大隊によって始められた。
江川ダムの貯水率はすでに1%を切って干上がっており、6ダム全体での貯水率は9月15日に最低の6.8%を記録している。

## 断水への対応

### 生活
市民は水の確保に追われ、バケツやポリタンクに貯めた水を利用する生活となった。そのため、ポリ容器が品薄となった。食器を洗う水を節約するために多くの家庭では紙皿や紙コップが使われ、兄弟姉妹で同じ食器を使ったり、1本の水筒を使いまわしたりもした。福岡市外の知人や親類から水を送ってもらったり、中には医療用の蒸留水を購入する世帯や事業者もあった。高台の住宅地では給水車に長い列ができ、一時的に市外へ転居（渇水疎開）する人もいた。

### 教育
ほとんどの学校でプールでの授業が中止となり、学校給食は調理のための水が確保できないことから、缶詰や冷凍食品が多用された。大学は臨時休校の措置をとった。

### 産業
水道の4割がビルなどで消費されており、一般家庭よりも水の出が良いことから、ビルへの給水制限強化が市民から要望される事態になった。また、建物の冷房用として大量の水が使われており、節水のために冷房を停止する建物も多かった。
市内の宿泊施設では申し合わせを行い、客室内でのシャワー利用が制限された。水を大量に使う飲食店などの中には、トイレでの大便を遠慮する旨の張り紙をした店があったほか、廃業を余儀なくされる店舗もあった。また、給水時間中の水道水でも水圧不足で赤サビが混じることがあったため、理髪店ではシャワーの先にガーゼを巻いて洗髪する店もあった。

### 消防
火災発生時にはバルブ操作によって発生地区への給水を回復させることになっていたが、操作が間に合わなくなる恐れがあることから、消防車出動時には水を積んだタンクローリーを追従させた。

### 交通
博多港を利用する船舶への給水は、次の寄港地までの航海に必要な最低限の量に抑えられた。壱岐島や対馬を結ぶフェリーは、博多港では給水せず渡航先での給水とした。鉄道への給水も制限されたため、停車駅ごとの給水でダイヤが乱れることもあった。

### 大相撲九州場所
11月12日から26日まで開催された大相撲の九州場所では、水不足に伴い通常は2週間前の力士や関係者の現地入りを、開催日の1週間から10日前に短縮した。
入浴や洗濯、調理などに支障をきたすため、市外への宿舎の変更や宿舎の敷地に井戸を掘削するなどの対策が採られた。
しかし滞在期間を短縮したにもかかわらず、入浴の料金を据え置かれたため実質値上げとなった相撲部屋が続出した。特に二所ノ関部屋と九重部屋は、経費を負担し合い近隣の銭湯と契約したが2倍の料金を請求されたため、別個に風呂場を新設した。また、博多湾に近い百道に宿舎を設けた花籠部屋、二子山部屋、立田川部屋は、井戸水が海水のため使用できず、花籠部屋は4tの貯水槽（後に1t追加）を設置、二子山部屋も宿舎の屋根に1tの貯水槽を設置した。立田川部屋は、120Lのポリバケツに水を溜めて生活用水を確保した。
それでも相撲人気は高く、時津風親方（日本相撲協会九州場所担当理事）は興行後のインタビューで「大相撲に対する温いご支援の気持ちがわかりうれしかった」と述べている。

## 回復
9月15日、台風第18号が九州北部海上を通過した。期待されたほどの雨は降らなかったものの、ダムの貯水率はわずかながら改善され始めた。
10月以降の雨量は平年並みに戻り、ダムの貯水率は20%前後まで回復した。
11月1日には14時半から21時半までの7時間給水へ、12月1日には13時から22時までの9時間給水へ緩和されている。12月20日から翌1979年（昭和54年）1月10日までの年末年始期間中は、特例的に給水制限が解除された。
ダムの貯水率は27%程度まで回復していたが、市水道局は春以降に十分な雨が降らなければ渇水が繰り返される恐れがあるとして、1月11日に22時から翌朝10時まで12時間の断水を再開した。水不足に対する抜本的な対策として2月1日に全国で初めて「節水型水利用等に関する措置要綱」が施行されている。2月後半になるとダムの貯水率は35%程度まで回復したため2月24日に0時から朝6時までの夜間6時間断水に緩和された。
2月から3月の降水量は平年よりやや多く、3月24日のダム貯水率は49.2%まで回復したため3月25日に全ての給水制限が解除された。287日間に及んだ給水制限の全面解除を伝える記者会見で、当時の進藤一馬市長が涙を見せる場面もあった。

## その後

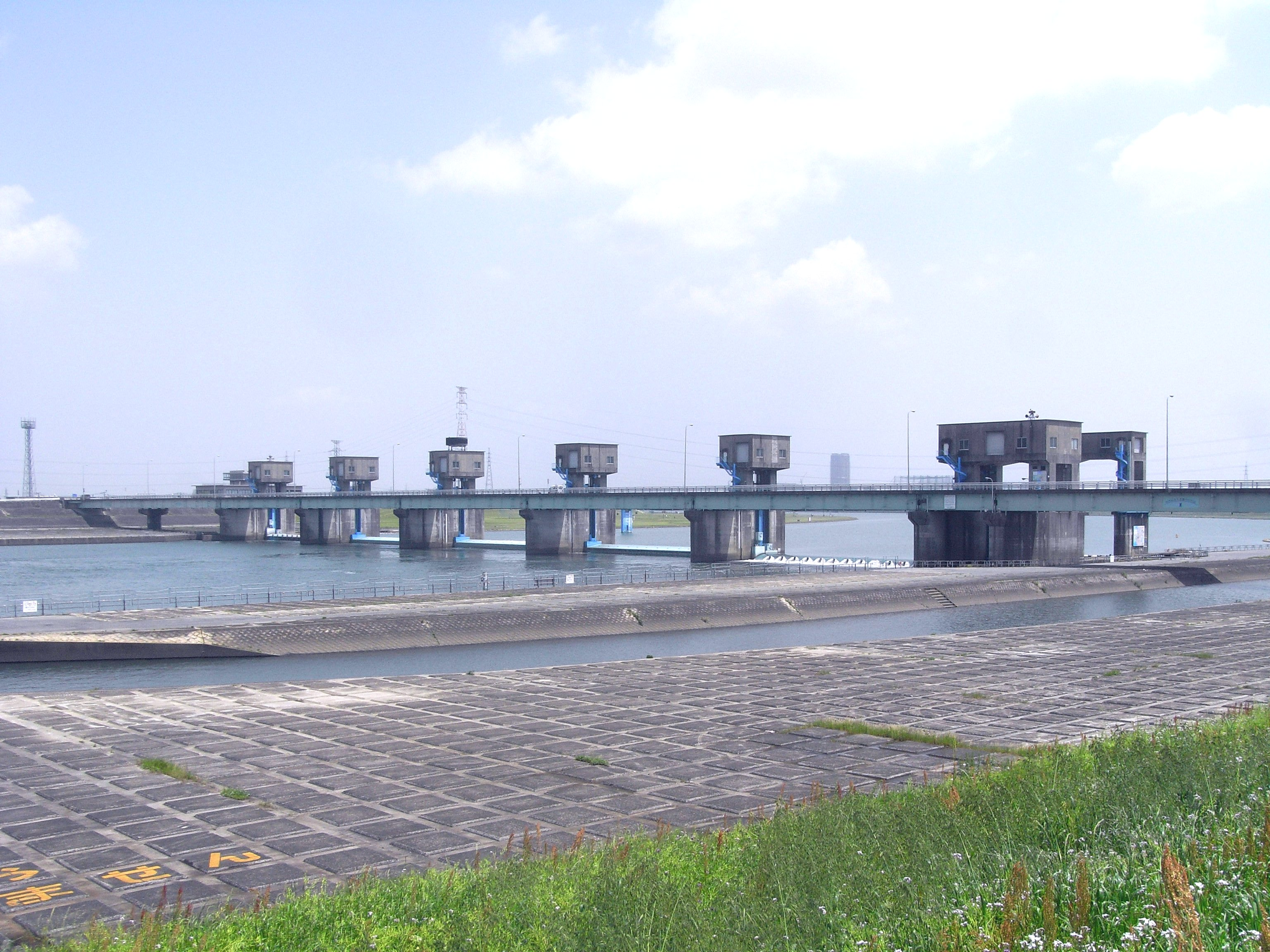
福岡市の渇水対策の一環で整備された筑後大堰

福岡市では渇水の教訓から節水が強化され、新たに建設・改築された建物の多くで中水道が使われるようになった。
また那珂川、御笠川、多々良川からの取水が強化されるとともに、新たに水資源の開発が行われた。福岡県は多々良川水系に長谷ダム、猪野ダム、鳴淵ダムの三ダムを新たに建設、那珂川水系では南畑ダムのダム再開発事業を実施してダム湖を掘削して貯水容量を増大させたほか、2018年現在では南畑ダムの上流に五ケ山ダムを建設している。さらに九州最大の筑後川水系では江川・寺内ダムのほか1984年（昭和59年）には筑後大堰を建設。大堰を経由して筑後川から取水した水を利用できるようにし、遠く菊池川水系からも水供給を図るべく竜門ダムを利用。供給は大幅に改善された。2005年（平成17年）には東区奈多にて海水淡水化センター「まみずピア」が稼動を開始し、海水から1日最大50,000立方メートルの淡水が供給可能となった。2011年（平成23年）には、北九州市上下水道局と福岡市水道局・福岡地区水道企業団の間で水道用水の相互融通を行う北部福岡緊急連絡管が稼働を開始し、緊急時には福岡・北九州両市及び周辺の計18市町に対して、250万人分の飲料水に相当する一日最大50,000立方メートルの送水が可能となった。
大きな問題となった高台住宅地の断水については、配水制御の高度化と系統間の連携強化による対策が行われた。福岡市では1994年（平成6年）の平成6年渇水の際にも、長期間に及ぶ給水制限が実施されたが、給水時間内の供給は確保されており給水車を出動させる事態には至っていない。
北九州市に本社を置くTOTOは節水対応型の商品CSシリーズを1976年5月に発売していたが、これを機に全国へ広まった。その後同業他社も参入して全国に展開され、現在は節水対応型商品が標準となっている。ただ中水道（処理水）を利用する場合、一部（手洗い・下半身洗浄用の水と便器洗浄用の水を共通部分から給水するタイプ）で機器の損傷を早めたりひどくしたりするケースがある。